# Martin Ritt
Martin Ritt (2. března 1914 New York – 8. prosince 1990 Santa Monica) byl americký režisér, producent a herec působící ve filmu, divadle a televizi. Byl známý především jako autor sociálně uvědomělých dramat a literárních adaptací, Stanley Kauffmann ho označil za „jednoho z nejvíce nedoceněných amerických režisérů, skvěle schopného a tiše nápaditého“.
Ritt byl hercem, který se stal režisérem v divadlech Federal Theater Project a Group Theatre, a stal se asistentem Elii Kazana v Actors Studiu. Poté, co slibnou kariéru televizního režiséra přerušil mccarthismus, natočil Ritt svůj první film Na okraji města (1957). Jeho film Dlouhé, horké léto (1958), natočený podle děl Williama Faulknera, byl nominován na Zlatou palmu na filmovém festivalu v Cannes, což byla první ze tří nominací, které režisér na toto ocenění získal.
Film Hud z roku 1963 mu vynesl nominaci na Oscara za nejlepší režii a adaptace Johna le Carrého románu Špion, který přišel z chladu z roku 1965 získala cenu BAFTA za nejlepší britský film. Dva jeho následující filmy, Sounder (1972) a Norma Rae (1979), byly oba nominovány na Oscara za nejlepší film. Ritt režíroval mnoho největších hvězd své doby, z nichž 13 získalo Oscara nebo bylo na něj nominováno – Paul Newman, Melvyn Douglas, Patricia Neal, Richard Burton, James Earl Jones, Jane Alexander, Paul Winfield, Cicely Tyson, Geraldine Page, Sally Field, Rip Torn, Alfre Woodard a James Garner.
Čtyři z jeho filmů (Edge of the City, Hud, Sounder, Norma Rae) byly vybrány do Národního filmového registru Kongresové knihovny jako „kulturně, historicky nebo esteticky“ významné.

## Filmografie (výběr)
- Edge of the City (1957)
- No Down Payment (1957)
- Dlouhé horké léto (1958)
- The Black Orchid (1958)
- The Sound and the Fury (1959)
- 5 Branded Women (1960)
- Pařížské blues (1961)
- Hemingway's Adventures of a Young Man (1962)
- Hud (1963)
- Zneuctění (1964)
- Špión, který přišel z chladu (1965)
- Hombre (1967)
- Bratrství (1968)
- The Great White Hope (1970)
- Molly Maguires (1970)
- Sounder (1972)
- Pete a Tillie (1972)
- Awake and Sing! (1972 - TV)
- Conrack (1974)
- Na černé listině (1976)
- Šampión (1978)
- Norma Rae (1979)
- Cestou necestou (1981)
- Cross Creek (1983)
- Murphyho dobrodružství (1985)
- Bláznivá (1987)
- Stanley a Iris (1990)